# Каррі (округ, Нью-Мексико)
Шаблон:StateAbbr_ 34°34′ пн. ш. 103°21′ зх. д. / 34.57° пн. ш. 103.35° зх. д.
Округ Каррі (англ. Curry County) — округ (графство) у штаті Нью-Мексико, США. Ідентифікатор округу 35009.

## Історія
Округ утворений 1909 року.

## Демографія
За даними перепису
2000 року,
загальне населення округу становило 45044 осіб, зокрема міського населення було 38388, а сільського — 6656.
Серед мешканців округу чоловіків було 22245, а жінок — 22799. В окрузі було 16766 домогосподарств, 11869 родин, які мешкали в 19212 будинках.
Середній розмір родини становив 3,15.
Віковий розподіл населення поданий у таблиці:
| Стать    | До 15 років | 15-21 | 22-29 | 30-39 | 40-49 | 50-65 | 65-85 | Понад 85 |
| -------- | ----------- | ----- | ----- | ----- | ----- | ----- | ----- | -------- |
| Чоловіки | 5810        | 2729  | 2819  | 3230  | 2865  | 2659  | 1944  | 189      |
| Жінки    | 5470        | 2549  | 2568  | 3332  | 2893  | 2957  | 2557  | 473      |

## Суміжні округи
- Квей — північ
- Деф-Сміт, Техас — північний схід
- Пармер, Техас — схід
- Бейлі, Техас — південний схід
- Рузвельт — південний захід